# Tramwaje w Smoleńsku

Tramwaje w Smoleńsku – system komunikacji tramwajowej uruchomiony 20 października 1901 w Smoleńsku. Oprócz tramwajów w mieście funkcjonują dwie linie trolejbusowe.

## Historia
Tramwaje w Smoleńsku wstrzymały pracę tylko dwa razy w swojej historii w czasie wojny domowej od 1919 do 1922 oraz w czasie II wojny światowej od 15 lipca 1941 do 6 listopada 1947. 13 października zamknięto linię tramwajową nr 3. Na koniec 2010 w Smoleńsku istniały tylko 4 linie tramwajowe (dotychczas było ich 5). W mieście działa 1 zajezdnia tramwajowa.

## Linie
Obecnie w Smoleńsku działają 4 linie tramwajowe:
| Linia | Trasa                               |
| ----- | ----------------------------------- |
| 1     | Poligrafkombinat ↔ ul. Bagrationa   |
| 2     | ul. P. Aleksiejewa ↔ ul. Bagrationa |
| 3     | Rosławskoje kolco ↔ ż/d wokzał      |
| 4     | ul. P. Aleksiejewa ↔ Sitinki        |

## Tabor
Po Smoleńsku jeździ ponad 70 wagonów z czego dominującym typem tramwajów jest KTM-5 stan taboru uzupełniają KTM-8, LM-93, LM-99K i KTM-23. 30 sierpnia 2010 przybył do miasta pierwszy niskopodłogowy tramwaj KTM-23. Lista poszczególnych typów tramwajów:
| Typ        | Liczba szt. |
| ---------- | ----------- |
| KTM-5      | 19          |
| KTM-5A     | 9           |
| KTM-8K     | 13          |
| KTM-8KM    | 5           |
| KTM-23     | 19          |
| LM-93      | 3           |
| LM-99K     | 2           |
| AKSM-62103 | 2           |